# Richard Hepp
Richard Hepp (* 23. Januar 1872 in Pforzheim; † 12. August 1929 in Lahr) war ein deutscher Landrat.

## Leben
Als Sohn eines Fabrikanten geboren, studierte Hepp nach dem Besuch des Gymnasiums in Pforzheim Rechtswissenschaften in Heidelberg. Während seines Studiums wurde er 1890 Mitglied der schwarzen Verbindung Vineta (seit 1909 Burschenschaft Vineta Heidelberg). Er wurde 1890/91 Vizefeldwebel im 2. Badischen Grenadier-Regiment „Kaiser Wilhelm I.“ Nr. 110, 1895 Leutnant der Reserve, 1899 der Landwehr und 1910 Oberleutnant. Nach seinem Referendariat, welches er unter anderem am Amtsgericht Pforzheim absolvierte, wurde er 1902 Amtmann in Durlach. 1905 ging er nach Heidelberg, wo er 1907 Oberamtmann wurde. 1908 wurde er Amtsvorstand im Bezirksamt Engen, 1914 in Müllheim. Von 1919 bis 1926 war er Oberamtmann bzw. Landrat im Landkreis Müllheim, dann bis 1929 im Landkreis Lahr.

## Ehrungen
- 1916: Preußisches Verdienstkreuz für Kriegshilfe